# Bernarduskapelle (Willscheid)

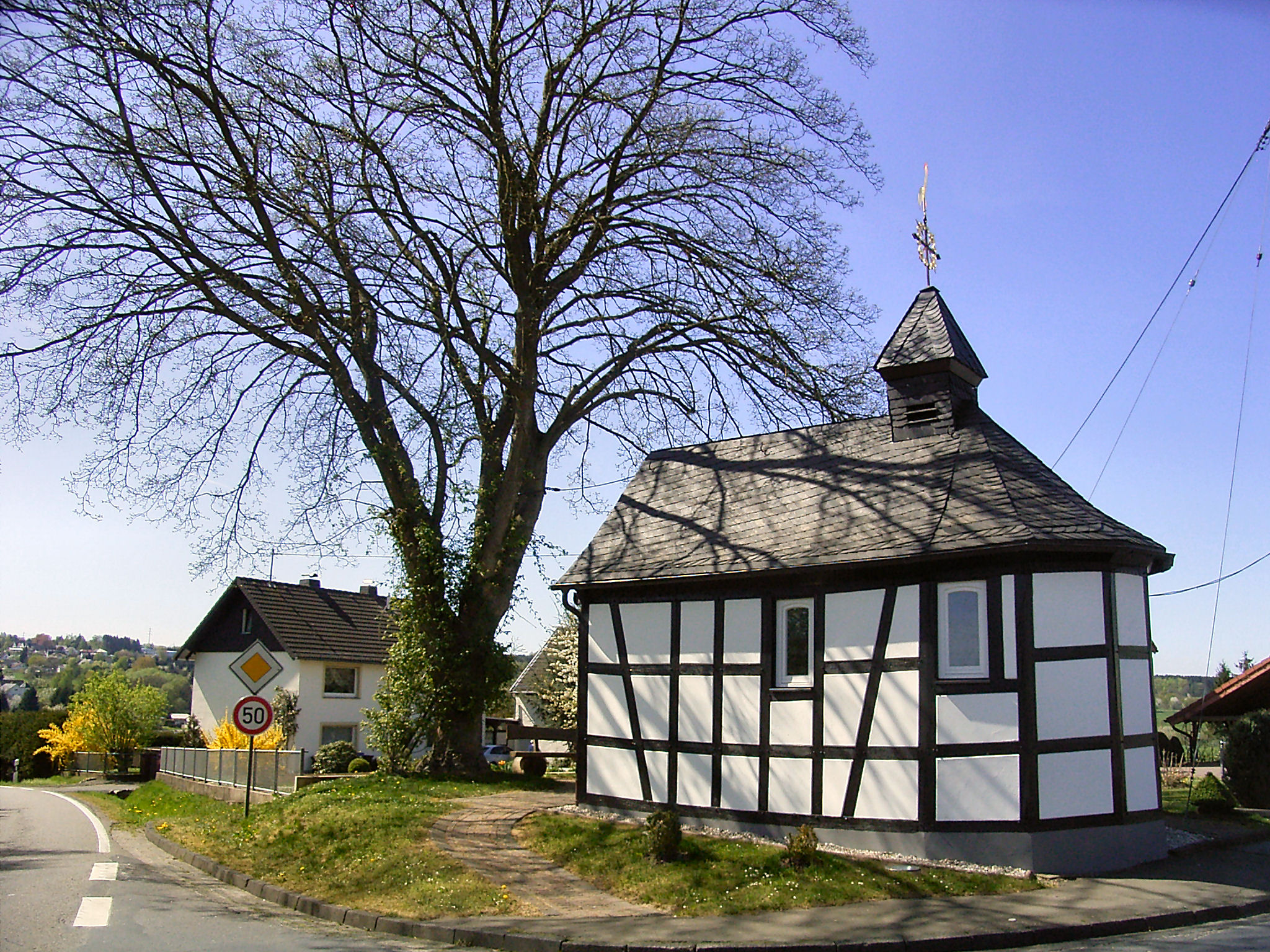
Bernarduskapelle in Willscheid

Die Bernarduskapelle in Willscheid, einem Ortsteil der Ortsgemeinde Vettelschoß im Landkreis Neuwied in Rheinland-Pfalz, wurde 1683 errichtet. Die Kapelle befindet sich an der Kreuzung von Landesstraße 252 und Kreisstraße 25. Die dem heiligen Bernhard geweihte Kapelle steht seit 1996 als Kulturdenkmal unter Denkmalschutz.

## Geschichte
Die Kapelle wurde wohl anstelle eines bereits 1570 in einem Visitationsbericht genannten Vorgängerbaus errichtet. Als Bauherren werden die Heisterbacher Mönche vermutet, wofür neben dem Kirchenpatron, einem der bedeutendsten Mönche des Zisterzienserordens, auch die Lage der Kapelle zwischen den Zisterzienserniederlassungen Heisterbach und St. Katharinen spricht. Am Ende des Zweiten Weltkriegs erlitt die Kapelle schwere Zerstörungen.

## Architektur
Das in Fachwerkbauweise errichtete Gebäude ist sechs Meter lang und besitzt eine flache Holzdecke. Ein halbrunder Chor befindet sich an der Ostseite. Auf dem Dach sitzt ein Dachreiter mit einer Haube, die von einem schmiedeeisernen Kreuz und Wetterhahn bekrönt wird. Im Turm hängt eine Glocke von 1785. Das Innere wird von einer Holzfigur des heiligen Bernhard aus dem 17. Jahrhundert und einer Tonfigur der heiligen Anna geschmückt.